# الی (آرکانزاس)
الی، ارکانساس (به انگلیسی: Aly, Arkansas) یک منطقهٔ مسکونی در ایالات متحده آمریکا است که در آرکانزاس واقع شده‌است.

## خصوصیات
الی ۲۵۶٫۰۴ متر بالاتر از سطح دریا واقع شده‌است.